# 威廉·J·菲利普斯
威廉·J·菲利普斯（英語：William J. Phillipps，1893年—1967年）是一名紐西蘭魚類學家。
1923年，他成為紐西蘭國立博物館的駐館博物學家和人種學家。

## 備註
1. ↑  .   [8 August 2017].